# Hautecour (Jura)
Hautecour település Franciaországban, Jura megyében. Lakosainak száma 197 fő (2022. január 1.). Hautecour Clairvaux-les-Lacs, Châtel-de-Joux és La Frasnée községekkel határos.

## Népesség
A település népességének változása:
| Lakosok száma | 54   | 160  | 153  | 167  | 187  | 190  | 191  | 197  | 199  | 197  |
|               | 1968 | 1982 | 1990 | 2006 | 2013 | 2015 | 2017 | 2019 | 2020 | 2022 |